# Boa (zoologia)
Boa Linnaeus, 1758 è un genere di serpenti della famiglia Boidae.

## Tassonomia
Il genere comprende quattro specie:
- Boa constrictor Linnaeus, 1758
- Boa imperator Daudin, 1803
- Boa nebulosa Lazell, 1964
- Boa orophias Linnaeus, 1758